# Arisaema triphyllum
Arisème petit-prêcheur
Espèce
Classification phylogénétique
L'Arisaema triphyllum, ou petit-prêcheur est une espèce herbacée et pérenne de la famille des Araceae. C'est une plante de sous-bois à floraison printanière. Elle est originaire des États-Unis  et du Canada.

## Étymologie
Son nom vien du grec « aron » qui désigne un Arum et « haima » : sang, d'apres les feuilles tachetées de certaines espèces; atrorubens: rouge foncé.

## Caractéristiques
Plante herbacée pouvant atteindre 90 cm de haut se développant à partir d'un corme à racines fasciculées, d'environ 8 cm de diamètre. Les feuilles, entre une et trois, sont pétiolées. Généralement vertes, elles sont parfois marquées de pourpre ou entièrement pourpres. La feuille est palmée et compte trois ou cinq folioles de forme elliptique ou largement ovale, Elles mesurent environ 30 cm x 20 cm. La pointe de la feuille est tantôt acuminée ou obtuse. Les folioles latéraux sont souvent asymétriques, parfois lobés ou divisés.
L'inflorescence est composée d'un spadice entouré d'une spathe. La base de la spathe entoure complètement l'inflorescence. Son sommet est généralement recourbé par-dessus le spadice. La spathe est généralement verte, parfois striée de pourpre ou variablement marquée de violet, de blanc ou de vert.
Les fleurs mâles comptent entre trois et cinq étamines.

## Taxonomie et classification
De nombreuses opinions divergentes existent au sujet de la détermination de ce taxon et de ses sous-espèces et variétés. On reconnaît généralement trois sous-espèces (triphyllum, pusillum et stewardsonii)
Synonymes:
- Arum triphyllum Linnaeus
- Arisaema acuminatum Small
- Arisaema atrorubens (Aiton) Blume
- Arisaema polymorphum (Buckley) Chapman
- Arisaema pusillum (Peck) Nash
- Arisaema quinatum (Nuttall) Schott
- Arisaema stewardsonii Britton
- Arisaema triphylum subsp. pusillum (Peck) Huttleston
- Arisaema triphyllum subsp.quinatum (Nuttall) Huttleston
- Arisaema triphyllum subsp. stewardsonii (Britton) Huttleston
- Arisaema triphyllum var. pusillum Peck
- Arisaema triphyllum var. stewardsonii (britton) Stevens ex Wiegand et Eames

## Écologie
Considéré comme une des belles floraisons du printemps, le petit-prêcheur habite les forêts décidues. On la trouve fréquemment dans les dépressions humides, en bordure des marais, des tourbières et des marécages. Elle pousse également dans des sols plus secs. On peut l'observer jusqu'à une altitude de 2000 mètres.
Son aire de répartition couvre le sud-est du Canada et la moitié est des États-Unis.

## Toxicité
L' acide oxalique contenu dans le jack-in-the-pulpit est toxique s'il est ingéré. La plante contient des cristaux d'oxalate de calcium sous forme de raphides dans toutes les parties, et à cause de cela, la consommation de la matière première végétale entraîne une puissante sensation de brûlure. Il peut provoquer une irritation de la bouche et du système digestif et, en de rares occasions, le gonflement de la bouche et de la gorge peut être suffisamment grave pour affecter la respiration. [la citation nécessaire ]. Des précautions sont nécessaires pour éviter toute confusion avec l'herbe à puce, qui a trois folioles par feuille d'apparence assez similaire.

## Aspect culturel et historique
Plante découverte en 1860 par Monsieur Blin, pharmacien lyonnais.